# Spoorlijn 260E
Spoorlijn 260E was een Belgische industrielijn in Charleroi. De lijn liep van de aftakking Tréfilerie aan lijn 260 naar de Fosse Saint-Théodore en was 0,9 km lang.

## Aansluitingen
In de volgende plaats was er een aansluiting op de volgende spoorlijn:
Y Tréfilerie
Spoorlijn 260 tussen Monceau en Charleroi-West